# Честь товариша
«Честь товариша» (рос. Честь товарища) — радянський художній фільм режисера Миколи Лебедєва, знятий у 1953 році на кіностудії «Ленфільм».

## Сюжет
За мотивами повісті Бориса Ізюмського «Червоні погони». Про виховання майбутніх офіцерів Радянської Армії. Новому вихователю суворовського училища майору Боканову (Володимир Дружников) відразу ж довелося розбиратися в конфлікті між вихованцем старшого курсу Геннадієм Пашковим і його товаришами. Самозакоханий і егоїстичний Геннадій був зарозумілий, міг висміяти дружні відносини між юнаком і дівчиною, міг підвести товариша. Досвід вихователя і час змінюють поведінку зарозумілого юнака, і на час закінчення училища його друзі впевнені, що Пашков стане хорошим командиром.

## У ролях
- Костянтин Скоробогатов —  начальник училища, генерал-майор Полуектов
- Борис Коковкін —  полковник Зорін
- Геннадій Мічурін —  підполковник Русанов
- Володимир Дружников —  майор Боканов
- Анатолій Чемодуров —  капітан Бєсєда
- Юрій Толубєєв —  генерал Пашков
- Лев Фричинський —  Семен Гєрбов
- Ніна Гребешкова —  Галя Богачова
- Василь Меркур'єв —  старшина Привалов
- Фелікс Яворський —  Сава Братушкін
- Борис Матюшкін —  Павло Авілкин
- Віктор Бірцев —  Володимир Ковальов
- Клавдія Хабарова — епізод

## Знімальна група
- Режисер-постановник: Микола Лебедєв
- Автор сценарію: Борис Ізюмський, Леонід Жежеленко
- Оператор-постановник: Веніамін Левітін
- Оператор: Костянтин Соболь
- Композитор: Володимир Маклаков
- Тексти пісень: Микола Глейзаров
- Художник-постановник: Віктор Савостін
- Художник по костюмах: Тамара Левицька
- Звукооператор: Лев Вальтер
- Монтаж: Н. Разумова
- Директор картини: Петро Свиридов